# Mönckebergstraße
Die Mönckebergstraße ist eine der Haupteinkaufsstraßen Hamburgs und bildet zusammen mit der Spitalerstraße, die spitz auf die Mönckebergstraße zuläuft, eine Verbindung zwischen dem Hauptbahnhof und dem Rathaus. Die zwischen dem Hamburger Rathaus und dem drei Jahre zuvor eröffneten Hamburger Hauptbahnhof angelegte Innerortsstraße wurde am 26. Oktober 1909 dem Verkehr übergeben und ist nach dem Bürgermeister Johann Georg Mönckeberg (1839–1908) benannt, der ab 1897 Vorsitzender der Sanierungskommission war. Durch Senatsbeschluss vom 13. Dezember 2022 ist die Straße zusätzlich seiner Schwiegertochter Vilma Mönckeberg-Kollmar (1892–1985) gewidmet.
Laut der Untersuchung einer Beratungsgesellschaft im Jahr 2013 stand die Mönckebergstraße mit etwa 12.500 Passanten pro Stunde in der Reihenfolge der meistfrequentierten Einkaufsstraßen Deutschlands an zweiter Stelle, gleich nach der Kölner Schildergasse. Zeitweise erreichte jedoch in Hamburg die benachbarte Spitalerstraße nach der Zahl der Passanten einen höheren Platz oder lag gleichauf mit der Mö.

## Entstehung des Verkehrswegs durch Sanierung und Citybildung
Nach der Choleraepidemie von 1892 beschloss der Hamburger Senat unter Bürgermeister Mönckeberg, das Gängeviertel in der östlichen Altstadt abzureißen und großzügig neu zu gestalten. Kernbestandteil dieses Sanierungsplanes war auch eine neu anzulegende Durchbruchstraße entlang der bereits 1901 vorgeschlagenen Trasse der U-Bahn zwischen Rathausmarkt und Hauptbahnhof Süd, deren Tunnel von 1906 bis 1912 in offener Bauweise errichtet wurde. Dazu kaufte die Stadt zunächst alle notwendigen Grundstücke vom Rathaus bis zum Hauptbahnhof an, um sie an geeignete Interessenten unter Auflagen weiterzuverkaufen, sodass die Stadt von den Straßenbaukosten i. H. v. 39,4 Mio. Mark nur 2,7 Mio. selbst trug und den Rest durch die Gewinne aus den Grundstücksgeschäften refinanzierte. Die Straße wurde 30 m breit angelegt und war bis 1978 auch eine stark genutzte Straßenbahntrasse. Ihr Verlauf ist leicht „S“-förmig, die Gesamtlänge beträgt 800 m.
Im Rahmen der Citybildung als Folge der wachsenden Bedeutung des Handels nach dem Zollanschluss Hamburgs bestand ein wachsender Bedarf an Büroräumen in modernen Kontorhäusern. Diesen befriedigten die neu errichteten Geschäftshäuser, die nahezu alle ohne Wohnungen konzipiert waren, während es im bisherigen Gängeviertel kleinere Betriebe und vor allem Wohnungen der Arbeiter gab. Die neu geschaffene Mönckebergstraße befriedigte zudem den Bedarf an einer zeitgemäßen Verkehrsanbindung des Zentrums.
Es war ein Hauptziel aller Beteiligten, Hamburgs Stadtbild seiner Größe und Wirtschaftskraft entsprechend zu verschönern. Mit der Berufung des Stadtbaudirektors Fritz Schumacher im Jahre 1909 nahm die Stadt Einfluss auf die äußere Gestaltung und wollte erklärtermaßen den gestalterischen Wildwuchs eindämmen. Die Kaufverträge enthielten entsprechende Bauauflagen für die neu parzellierten Grundstücke: Die großmaßstäblichen Kauf- und Kontorhäuser sollten durch ihre vielgestaltigen Fassaden mit einer reichen Ausstattung von Bauplastik Abwechslung im Bild der Straße bieten. Die reich gestalteten Fassaden führten die Künste wieder zusammen und bildeten Gesamtkunstwerke. Dabei wurde die Gestaltung der einzelnen Häuser aufeinander abgestimmt. Die Stadtverwaltung verabschiedete im Zusammenhang mit den Planungsmaßnahmen das Hamburger Baupflegegesetz und setzte eine Kunstkommission ein, um die gesamtheitliche Wirkung sicherzustellen.
Zum Sanierungsgebiet gehörte unter anderem die Bebauung der Nordseite der Steinstraße. Hier entstand 1921–1924 die Hauptverwaltung des Karstadt-Konzerns (Architekt: Philipp Schaefer) im neoklassizistischen Stil mit einer Sandsteinfassade mit Säulen. Zum Ende des 20. Jahrhunderts zog das Finanzamt in den Bau.
Nach 1920 wurde die Sanierung nach Süden um das Kontorhausviertel fortgesetzt.

## Wiederaufbau nach 1945
Nach den Zerstörungen durch die Bombardierungen Hamburgs von 1941 bis 1945 erfolgte die Reparatur der erhaltenen Gebäude der Mönckebergstraße ab 1946. Dabei ist die nach Volkwin Marg „ehemals prachtvolle Mönckebergstraße“ durch „nachkriegsreduzierte Architektur [ge]kennzeichnet“, insbesondere „vereinfachte Fassaden, gekürzte Dachaufbauten, Notdächer und kümmerliche Staffelgeschosse anstelle hoher Dachkörper“. Ähnlich beschreibt Ralf Lange den „unsensible[n] Wiederaufbau“, der die Straße „als Torso hinterlassen“ hat. Die Pfeilerfassaden des Hansehauses und von Karstadt seien „nur noch in der Grundstruktur erhalten“. Die Staffelgeschosse am Südseehaus oder dem Rappolt–Haus lassen „die Vertikalen der Fassaden ins Leere laufen. So ähnlich [wie das Haus Glass,  Bergstraße 7] wirkten vor den Kriegszerstörungen auch das Rappolthaus und das Südseehaus.“ Das Dach des Seidenhaus Brandt war „wesentlich höher. Demgegenüber wirkt die Lösung, die Peter Pruter [...] für den Wiederaufbau wählte, allzu unentschieden und kraftlos“. Beim Barkhof hat „der Verlust der hohen Mansarddächer  den Werksteinfassaden ihre monumentalisierende Wucht genommen; besonders störend machen sich die flach abgeschnittenen Erker bemerkbar, deren ursprünglich wie Kapuzen vorkragende Dachbekrönungen ein wesentliches Element des Straßenbildes bildeten (der Kopfbau wurde erst 1961 verstümmelt).“ Ganz abgerissen wurde das Rolandhaus von Carl Gustav Bensel und Franz Bach (Nr. 9), an dessen Stelle 1964/5 eine C&A-Filiale errichtet wurde, die 2022/3 wieder abgerissen wurde und durch einen Neubau ersetzt wird. In den Originalzustand rekonstruiert wurde dagegen der Domhof (Nr. 18) 1988/89 durch das Büro Asmus Werner. Eine Kartierung der Erhaltungskategorien aller Häuser der Mönckebergstraße findet sich in einer Arbeit von Jan Lubitz.

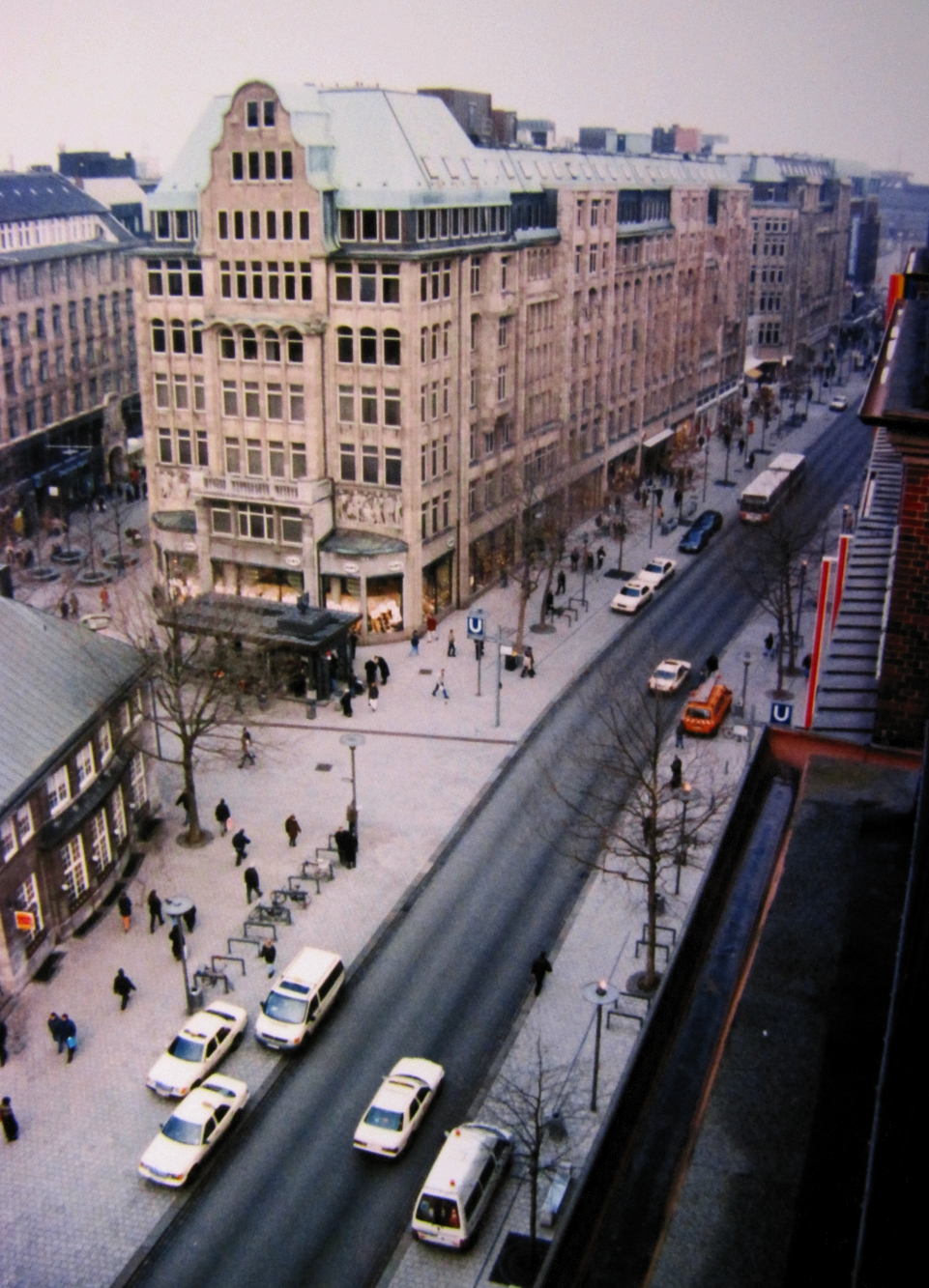
Barkhof mit reduzierter Nachkriegsfassade und abgeschnittenen Giebeln

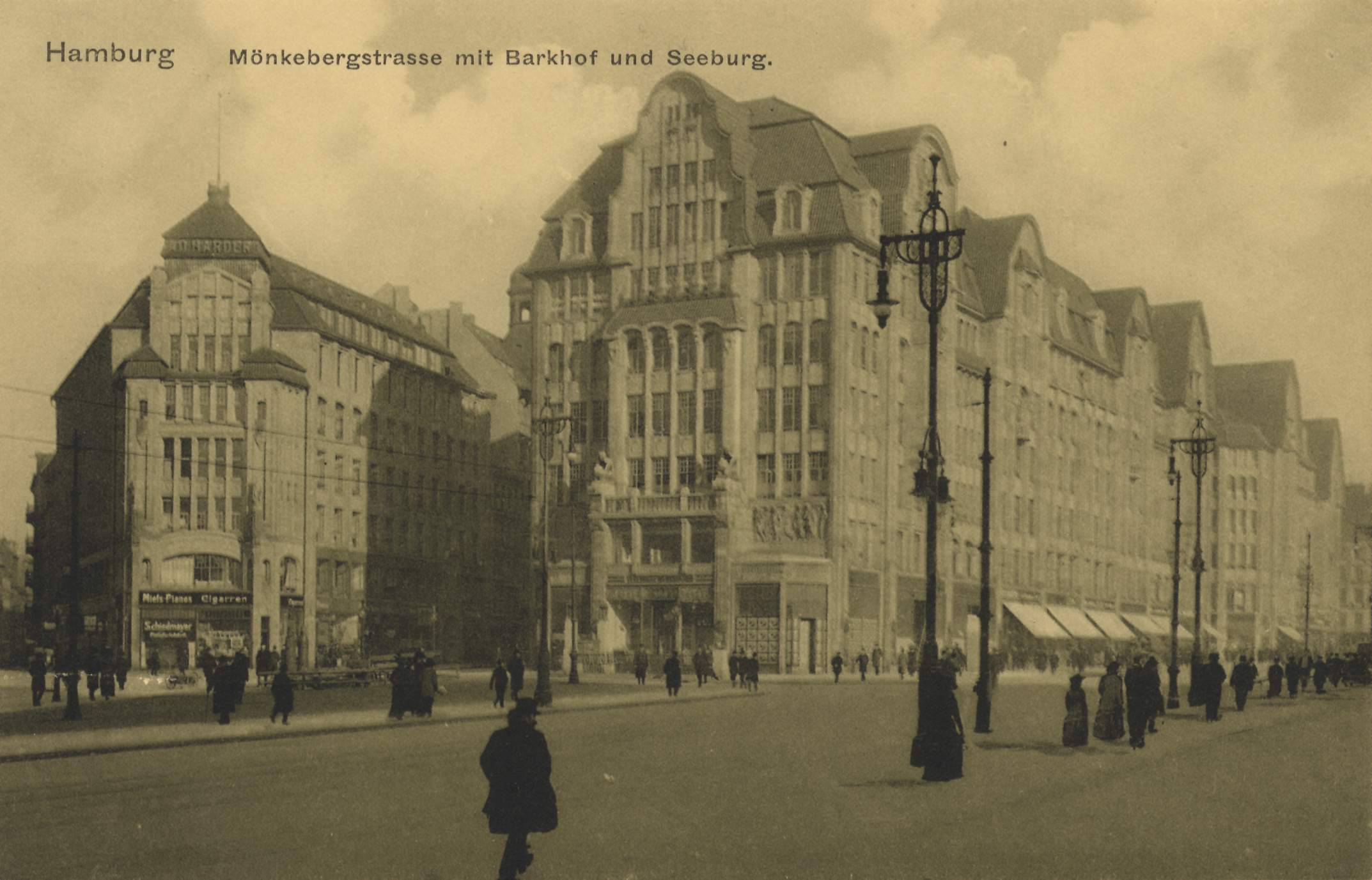
Mönckebergstraße ca. 1912 mit originalen Giebeln im Barkhof (re.), die die eigentlich traufständige Straße wie giebelständig aussehen lassen und die Häuser optisch aufteilen. Mönckebergbrunnen und Bücherhalle fehlen noch.
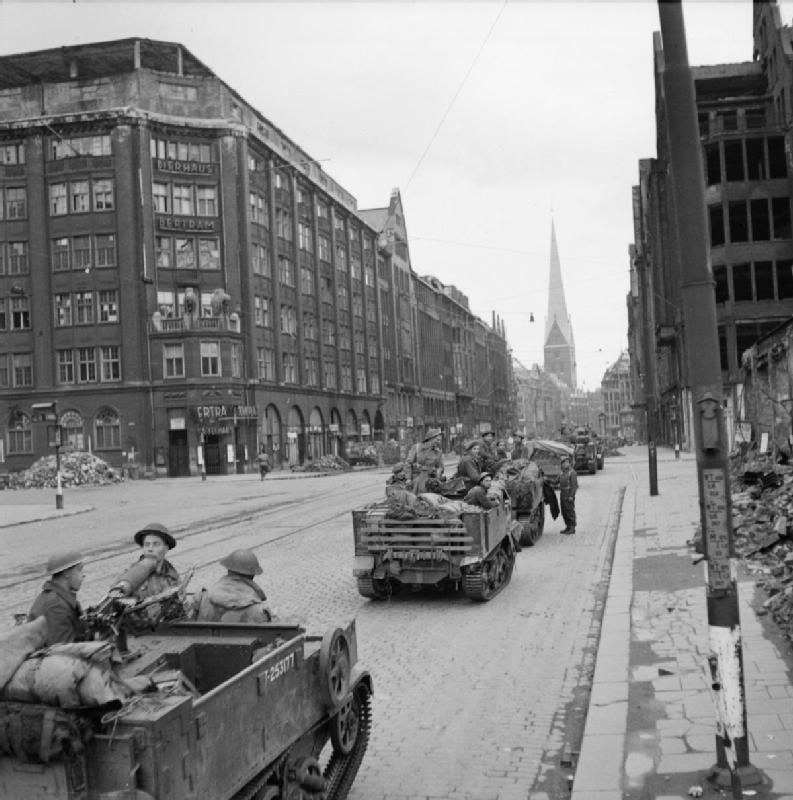
Blick auf Klöpperhaus (li.) und Südseehaus (re.) Mai 1945

## Bauwerke und Plätze
(von Osten, Hauptbahnhof, nach Westen, Rathausmarkt. Quelle:)
Es wurden jeweils sehr große Baukomplexe auf den Grundstücken errichtet, sodass es auf der Nordseite lediglich bis Hausnummer 22, auf der Südseite bis Nr. 31 geht. In der Liste unten fett gesetzte Hausnummern stehen unter Denkmalschutz.
- Nr. 3: Das Klöpperhaus (1913, Architekt: Fritz Höger), benannt nach dem Bauherrn Adolf Klöpper, Inhaber des Wollhandelshauses Wilhelm Klöpper, an das die Plastiken der Schafe des Bildhauers August Gaul erinnern und für dessen Firma bereits das Alte Klöpperhaus am Rödingsmarkt entstanden war. Den Wettbewerb 1911 hatte Höger noch mit einem stark barockisierenden Entwurf gewonnen, der unter dem Einfluss von Schumacher in der Folge stark entschlackt wurde, so dass schließlich eine stark schematisierende Pfeilerfassade realisiert wurde. Die Holzschnitzarbeiten u. a. in dem Treppenhaus[9] waren von Heinrich Walldorf jr. (* 1872) geschaffen worden.[Anm 1]
Die Warenhauskette Kaufhof erwarb das Haus 1965 in der Absicht, nach Abriss auf dem Grundstück einen Neubau zu errichten. Diese Absicht stieß auf heftigen Widerstand in der Öffentlichkeit. Die Fassade blieb nach Entkernung in wesentlichen Teilen erhalten. Die ursprüngliche Innenausstattung, insbesondere die Eingangshalle und die Direktionsräume, sind im Zuge der Umbauten 1967/1968 verloren gegangen.[10][11] Seit Schließung der Galeria-Kaufhof-Filiale am 17. Oktober 2020 stand das Gebäude längere Zeit leer, lediglich Teile der Erdgeschoßfläche wurden als Shop für Sonderangebote genutzt. Im Jahr 2022 wechselte das Gebäude den Besitzer und wurde von der Württembergischen Lebensversicherung an den US-amerikanischen Immobilieninvestor Tishman Speyer verkauft.[12][13]
- Nr. 5: Das Hammonia-Haus (Hammonia lat. Hamburg), erbaut 1912/13 nach Entwurf von Ernst Friedheim hieß zunächst Caledoniahaus (Caledonia lat. Schottland). An der Fassade finden sich heute noch Figuren in schottischer Tracht. Im Ersten Weltkrieg wurde es aufgrund der Benennung nach einem Kriegsgegner umbenannt.[14] Es ist im Vergleich zu den anderen Häusern der Mönckebergstraße recht klein, hat aber einen großen Schweifgiebel.
- Nr. 6: Das Südseehaus entstand 1911 nach Entwürfen von Carl Bensel.
- Nr. 7: Das Levantehaus (Architekten: Franz Bach und Carl Bensel, 1911/12) ist an der Mönckebergstraße mit Muschelkalk verkleidet; an der rückwärtigen Bugenhagenstraße besteht die nüchtern gehaltene Fassade aus Klinker. Im Haus befindet sich seit 1998 auch ein 5-Sterne-Hotel.
- Nr. 11: Das Rappolthaus mit der Schmalseite an der Straße Barkhof und der Rückseite zum Jakobikirchhof wurde 1911 und 1912 in zwei Baustufen im Auftrag der Firma Rappolt & Söhne für Herrenausstattung von Fritz Höger erbaut. Die Bildhauerarbeiten außen am vorderen Haus zur Mönckebergstraße sowie ein Brunnen in der Eingangshalle waren von dem Bildhauer Georg Wrba geschaffen worden. Die Bildhauerarbeiten am rückwärtigen Haus wurden von Richard Kuöhl und dem Holzschnitzer Heinrich Walldorf jr. geschaffen.
- Mönckebergplatz mit ehem. Bücherhalle und Mönckebergbrunnen

Die Einmündung der Spitalerstraße wurde auf Vorschlag Schumachers nicht in voller Höhe bebaut. Im Jahr 1914 entstanden ein kleiner Platz und ein Schmuckbau mit dorischen Säulen als städtebaulicher Akzent, in dem die öffentliche Bücherhalle untergebracht war. Es war Schumachers einziger Beitrag zur bereits weitgehend gebauten Mönckebergstraße. Nach 20 Jahren Vermietung an Burger King sind 2009 eine Starbucks-Filiale und der KulturPunkt der Kulturbehörde eingezogen. Vorgelagert ist eine kleine Denkmalanlage mit Brunnen (1914–20) zur Erinnerung an Mönckeberg mit Plastiken von Schumachers Freund Georg Wrba (1926; Kriegsschäden durch Philipp Harth 1965 behoben). Die ehem. Bücherhalle und der Brunnen stehen unter Denkmalschutz.
- Nr. 8–12: Der Barkhof (Architekt: Franz Bach, 1909/10), die Stirnseite am Mönckebergplatz (Straße Barkhof, benannt nach dem Garten der Ratsfamilie van Bargen)[16], die Nordseite an der Spitalerstraße, besteht aus drei Gebäuden (A–C oder I–III vom Hauptbahnhof aus). Am Ende von Haus I ist ein niedriger Bau, heute die Barkhofpassage. Daneben das Haus Seeburg (Spitalerstraße 16, 1908/9, Denkmalschutz), des gleichen Architekten, zur Lilienstraße gelegen. Neben der Seeburg das Mönckeberghaus (1908, Claus Meyer, Lilienstraße 36, Denkmalschutz). Daneben war das ehemalige HEW-Kundenzentrum (später Vattenfall, 2015 abgerissen) mit einer kleinen Einkaufspassage zum Gerhart-Hauptmann-Platz; es entstand 1967–1969 nach Entwürfen des Büros Garten & Kahl. Davor befand sich aufgrund der Vorgaben von Kunst am Bau eine 16 m hohe Kunststele namens „Leuchtfinger“ von Hermann Goepfert, die nach 2003 ersatzlos und mit unbekanntem Verbleib entfernt wurde.[17] An der vom Platz am Mönckebergbrunnen zur Mönckebergstraße zulaufenden Spitalerstraße zunächst ein weiteres Gebäude von Claus Meyer, der Jacobihof (1906/7, Spitalerstraße 30, Denkmalschutz), dann an der Ecke zum Gerhart-Hauptmann-Platz das Brüggemann & Barkmann Haus (Spitalerstraße 32), erbaut 1904-6 als gleichnamiges Teppichhandelshaus (bis 2006), ebenfalls durch Claus Meyer, wiederaufgebaut 1950 mit stark reduziertem Dach mit Staffelgeschoss.

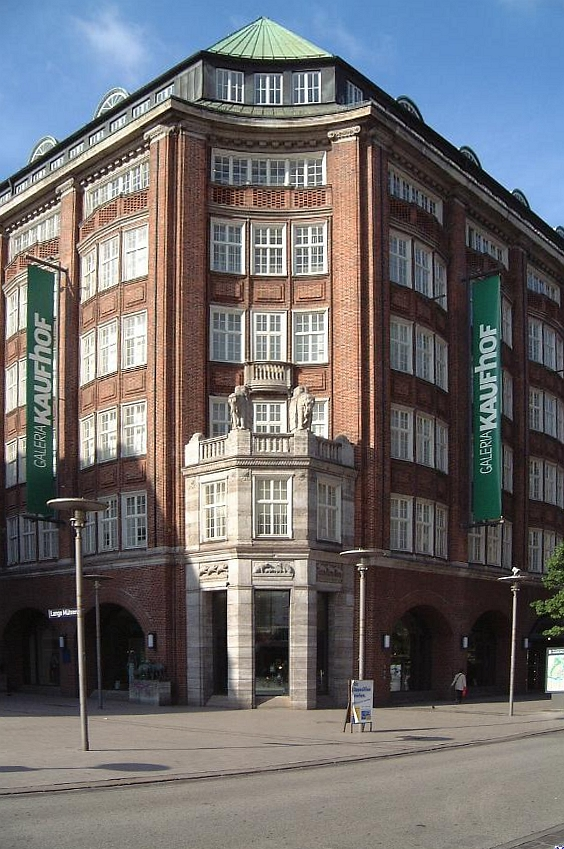
Nr. 3: Klöpperhaus
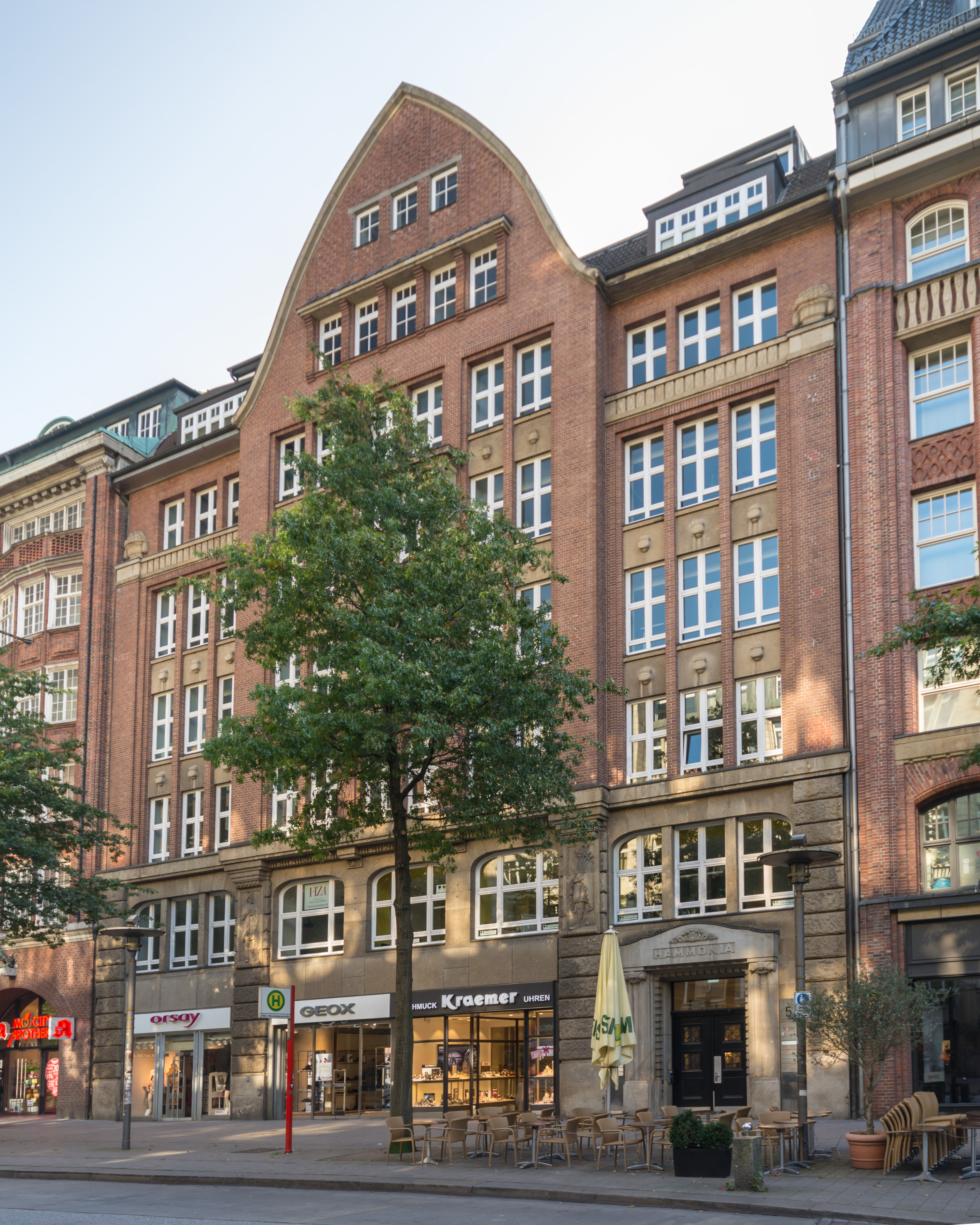
Nr. 5: Hammoniahaus
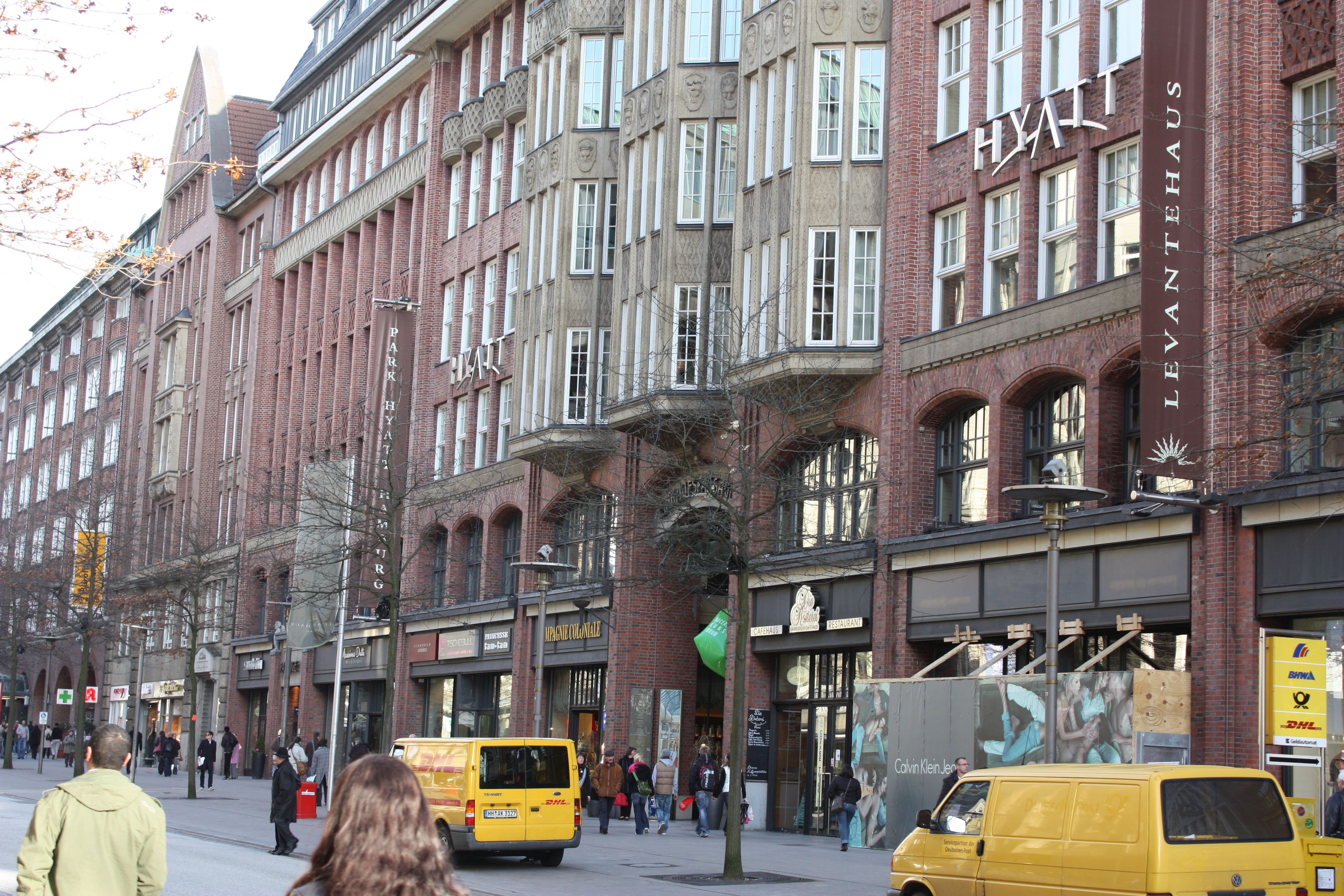
Nr. 7: Levantehaus
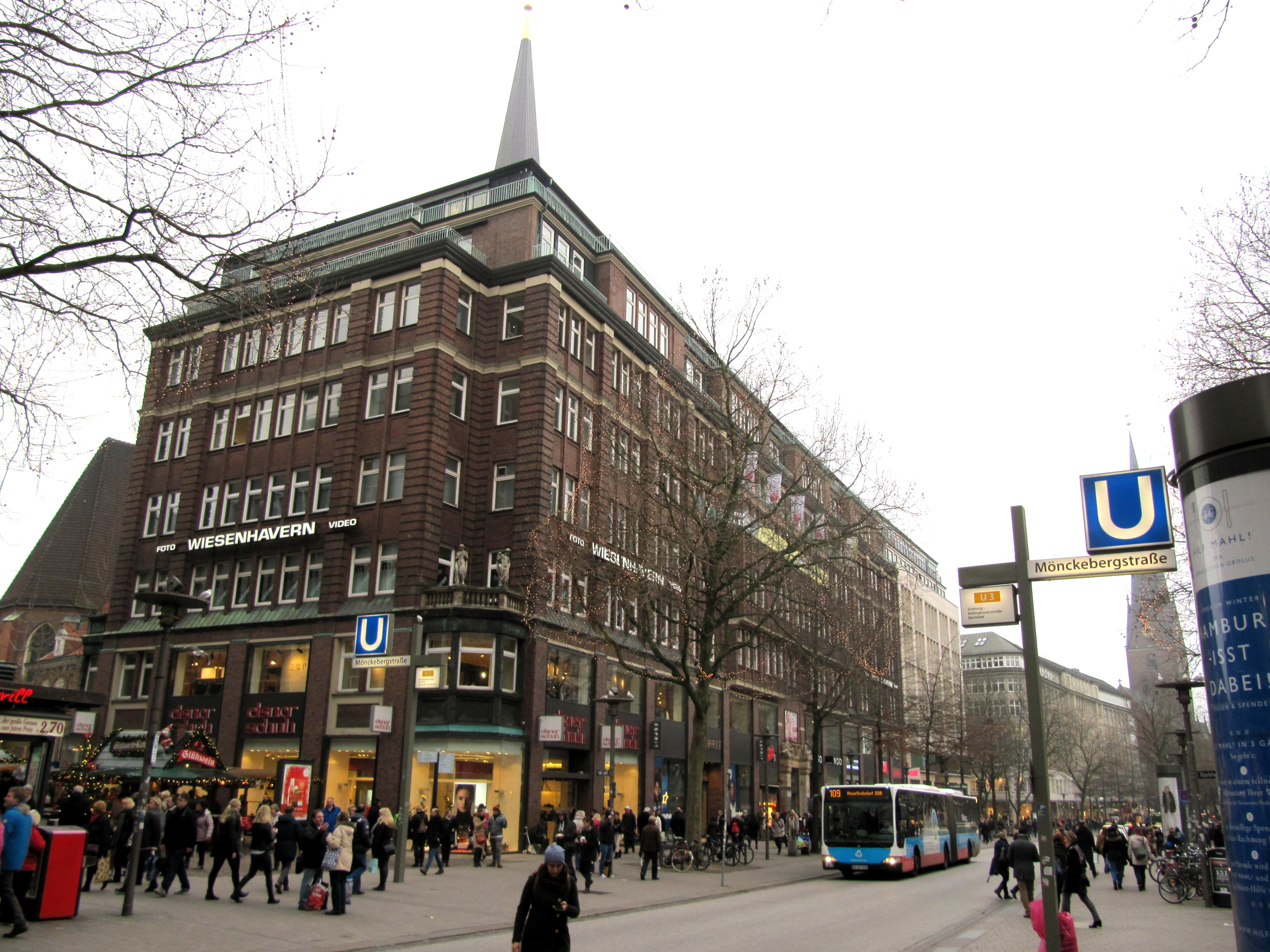
Nr. 11: Rappolthaus
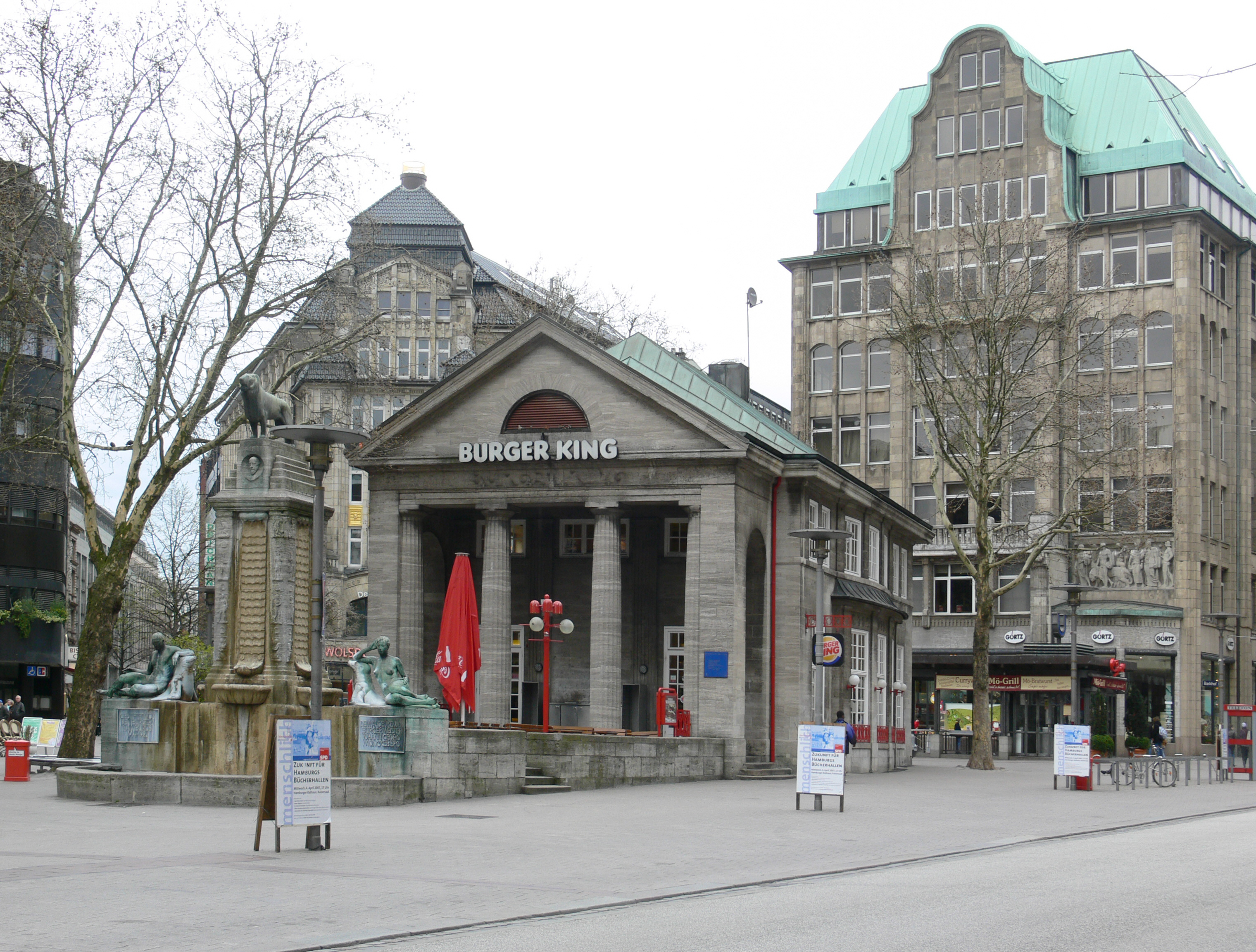
Nr. 8–12 Barkhof (re.); davor ehemalige Bücherhalle mit Mönckebergbrunnen, hinten links die Seeburg
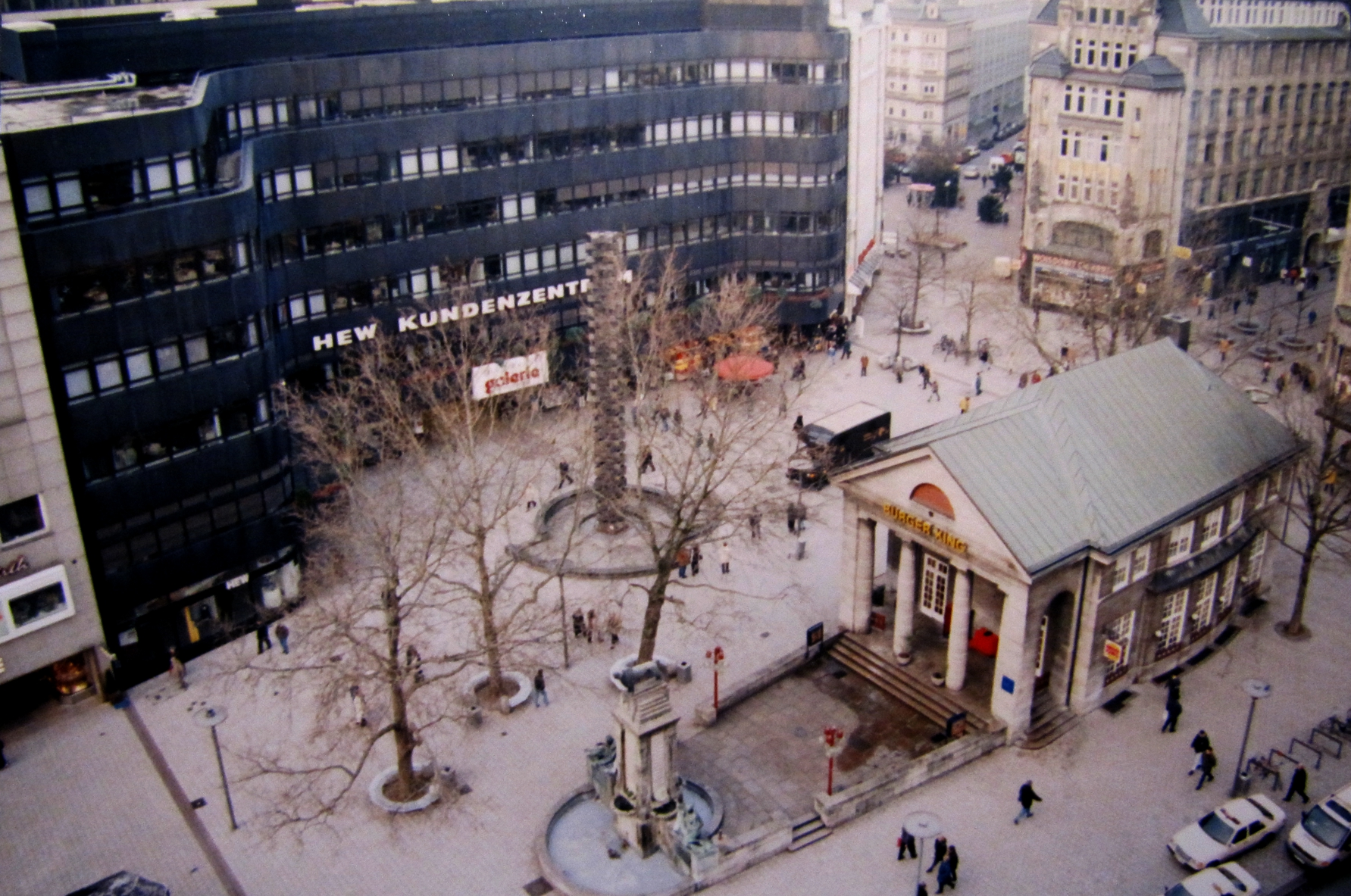
Das 2015 abgerissene HEW-Kundenzentrum und die nach 2003 entfernte Kunststele im Jahr 1997
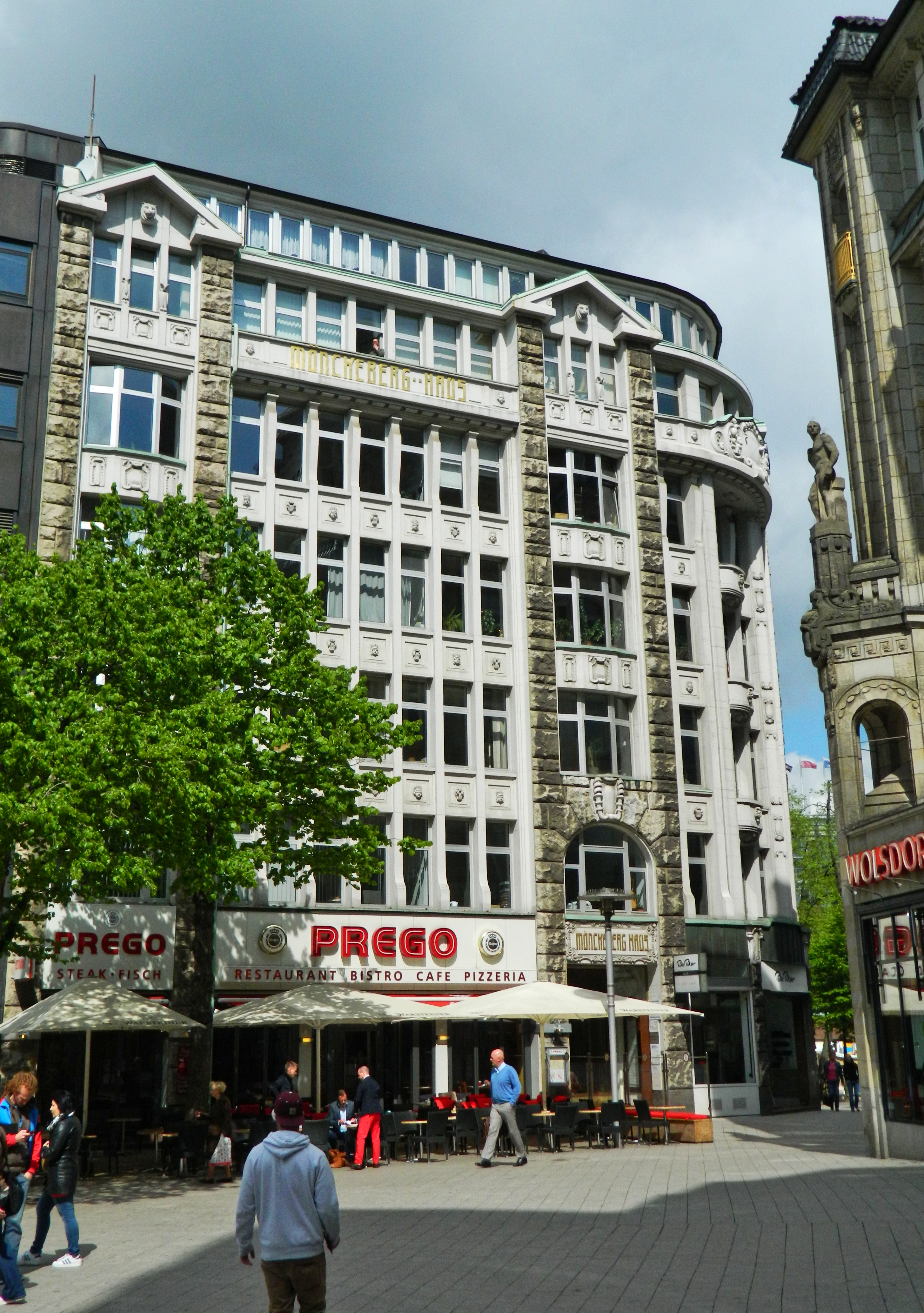
Mönckeberghaus
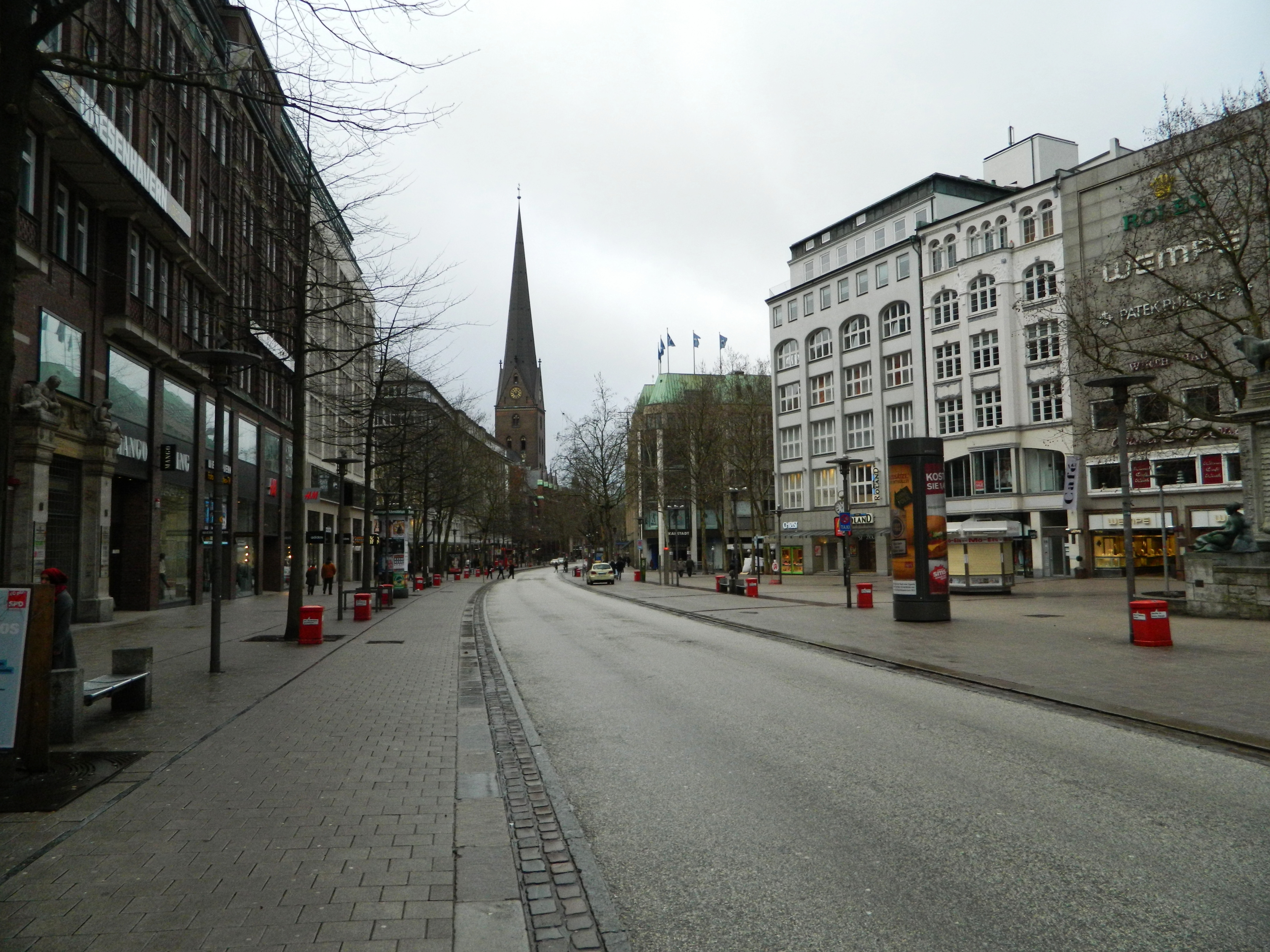
Jacobihof (weiß, re.) und Brüggemann & Barkmann Haus (weiß, li.)

- Der Gerhart-Hauptmann-Platz, vormals der Pferdemarkt. Hier wird der Blickkontakt zum Thalia-Theater und zur Binnenalster ermöglicht. Der Teil südlich der Mönckebergstraße heißt seit dem Jahr 2000 Ida-Ehre-Platz.
- Nr. 16: Im Jahre 1912 eröffnete die Rudolph Karstadt AG  mit dem Karstadt Mönckebergstraße eines ihrer größten Warenhäuser. Der ursprüngliche Entwurf stammt von Carl Bensel, der Wiederaufbau nach Kriegszerstörung erfolgte in stark vereinfachter Form.
- Nr. 15–19: Das Passage Kino ist eines der ältesten, durchgehend betriebenen Lichtspieltheater Deutschlands. Die Passage-Lichtspiele wurden 1912 im Hof des Kontorhauses Die Hanse errichtet und 1913 mit dem Monumentalfilm Richard Wagner eingeweiht. Es war mit 1000 Plätzen das erste Hamburger Großkino und führendes Uraufführungstheater. 1925 wurde es grundlegend renoviert und 1929 für den Tonfilm ausgestattet. Im Jahr 1945 beschlagnahmte die britische Besatzungsmacht das Haus; 1951 kam es an die Stadt zurück, die es renovieren ließ. 1964 entstand durch Abtrennung des Oberrangs ein zweiter Saal und 1980 ein weiterer kleiner Vorführraum in einem Nebenraum. Seit 1988 von der Cinemaxx-Gruppe betrieben, sind im Foyer mit seiner Bar, Marmortreppe und Brunnen als auch im großen Saal noch Ausstattungsmerkmale aus der Anfangszeit bis zu den 1950er Jahren erhalten. Als Besonderheit verfügt das Kino zudem über eine herausfahrbare und ausklappbare Leinwand für Breitwandfilme. Es ist, nach mehreren Schließungen anderer Filmtheater in Hamburg, eines der wenigen erhaltenen Kinos der Innenstadt mit durchschnittlich 150.000 Besuchern im Jahr. Aufgrund einer deutlichen Mieterhöhung musste das Kino aus wirtschaftlichen Gründen im Jahr 2009 doch auch geschlossen werden, die letzte Vorstellung fand am 11. November 2009 statt.[18] Am 25. Mai 2010 wurde das Passage-Kino wiedereröffnet, als Betreiber fand sich Heinz Lochmann, der in Baden-Württemberg fünf weitere Kinos besitzt. Er ließ das Kino zuvor für 1,7 Millionen Euro umbauen.[19]
- Nr. 21: Ein architektonischer Solitär entstand neben der Petrikirche mit dem Hulbehaus, das die Formensprache der niederländischen Renaissance spielerisch übernahm; sein Architekt war Henry Grell. Der umfangreiche Bauschmuck setzte nach dem Willen des Bauherrn und Hauseigentümers Georg Hulbe ein architektonisches Zeichen gegen die gerade in seiner Nachbarschaft emporwachsenden Kontorhäuser, es ist reich ornamentiert und mit einem Rundturm versehen. Ein Fries wurde an einer Hausecke angebracht, der unter anderem einen von einem Narren geführten Esel, auf welchem ein Mönch reitet, zeigt. Historiker deuten die spöttische Darstellung als „in Stein gemeißelte Rache“ von Hulbe am Bruder des damaligen Bürgermeisters Mönckeberg, mit dem er einen Rechtsstreit geführt hatte. (Ein Mönch befand sich im Wappen der Familie Mönckeberg.) Im Jahr 1998 wurde das Haus umfassend saniert, wobei in der als Kogge gestalteten Wetterfahne Dokumente von Hulbe gefunden wurden, die seitdem im Museum für Kunst und Gewerbe zu sehen sind.[20]
- An der Kreuzung mit der „Bergstraße“ befindet sich seit 1310 die hamburgische Hauptkirche St. Petri, die die älteste noch bestehende Kirche in Hamburg ist und seit dem Ausbau im Jahr 1513 mit 132 Metern den zuerst höchsten, später, nach Fertigstellung der Nikolaikirche, den zweithöchsten Kirchturm in der Stadt hat.
- Nr. 18: Der Domhof gegenüber der Petrikirche wurde 1911 von Franz Albert Bach entworfen und ist seit 1989 als eines von nur wenigen Häusern der Mönckebergstraße wieder im Originalzustand.
- Nr. 20: Das Commeterhaus (1910 Franz Bach) ist benannt nach der dort noch ansässigen gleichnamigen Galerie. Das an der Bergstraße gelegene Haus hat zur Mönckebergstraße nur eine Schmalseite.
- Nr. 25: Das Haus Glass (ehem. Predigerhaus) gegenüber der Petrikirche wurde 1911 von Höger im Stil des Sonnin-Barocks erbaut. Das weitgehend original erhaltene Gebäude gibt einen Hinweis auf die ursprüngliche Optik von Rappolt- und Südseehaus. Nur das Fensterband im ersten Obergeschoss ist später eingefügt.
- Nr. 27: Das ehemalige Seidenhaus Brandt wurde 1912/3 von Henry Grell mit Fassade in Kalktuff entworfen. Nach der Zerstörung 1944 wurde es durch dessen Büro-Partner Peter Pruter 1949 mit völlig verändertem Dach wiederaufgebaut.
- Nr. 22: Rathaushörn (1910 Alfred Löwengard) ist das letzte Haus der Nordseite und grenzt mit der Schmalseite direkt an den Rathausmarkt.
- Nr. 29–31: Um den geschlossenen Eindruck des Rathausmarktes zu erhalten, wurde mit dem Versmannhaus (Architekten Rambatz & Jollasse, 1912) die Querstraße Knochenhauertwiete überbaut.

Der Rathausmarkt bildet den westlichen Endpunkt der Mönckebergstraße.

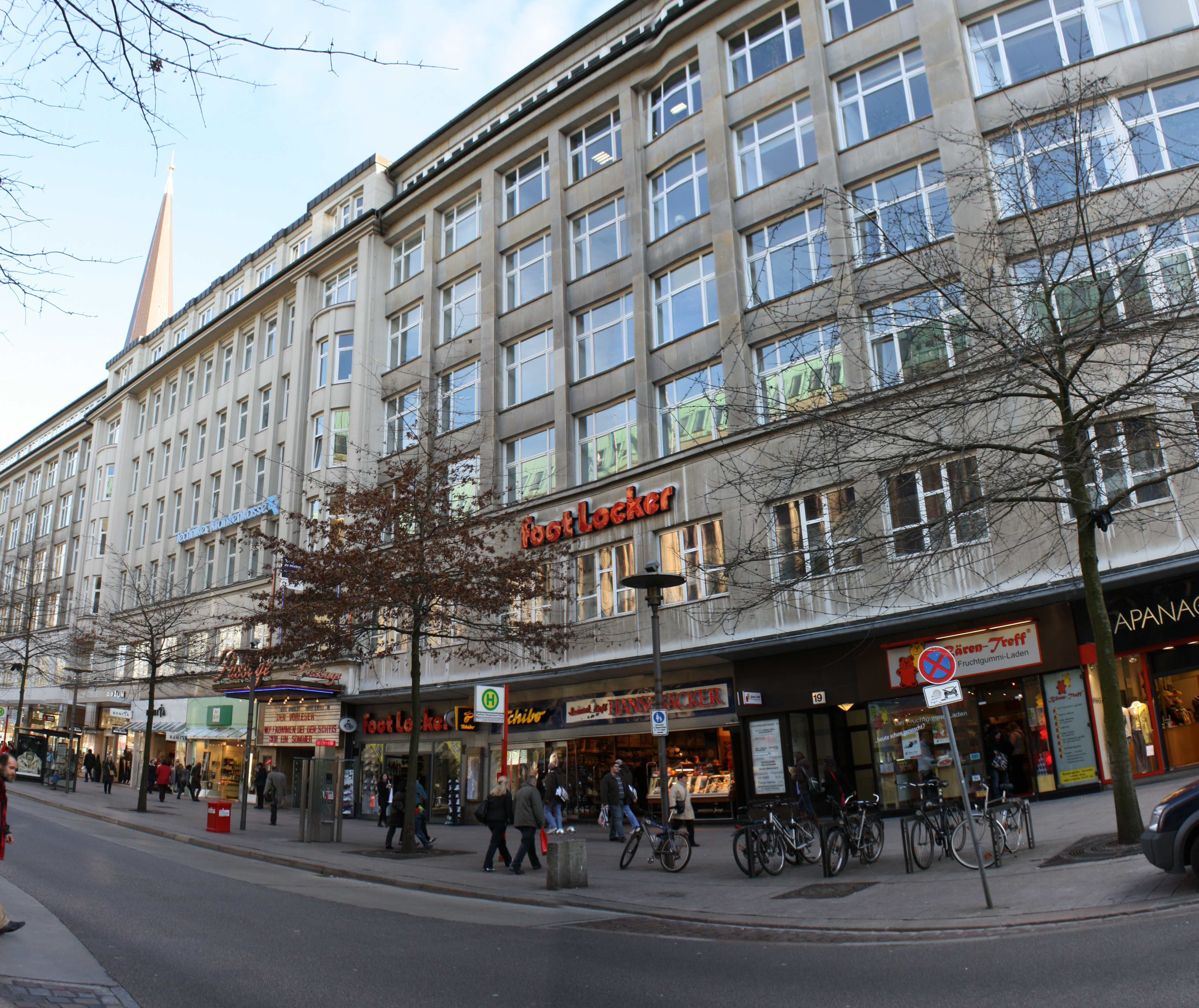
Nr. 15–19: Haus Die Hanse mit Passage Kino
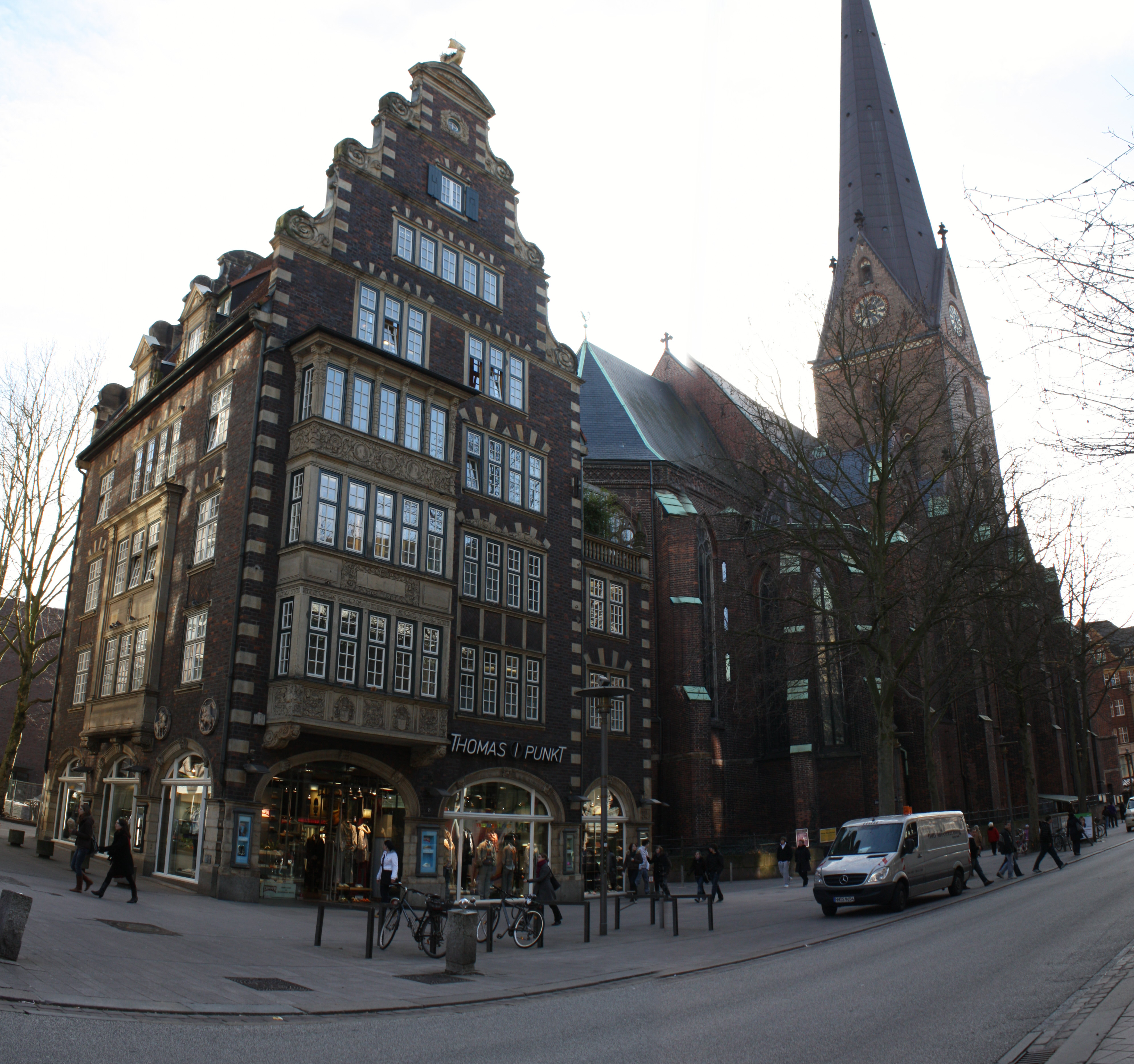
Nr. 21: Hulbehaus, daneben die Petrikirche
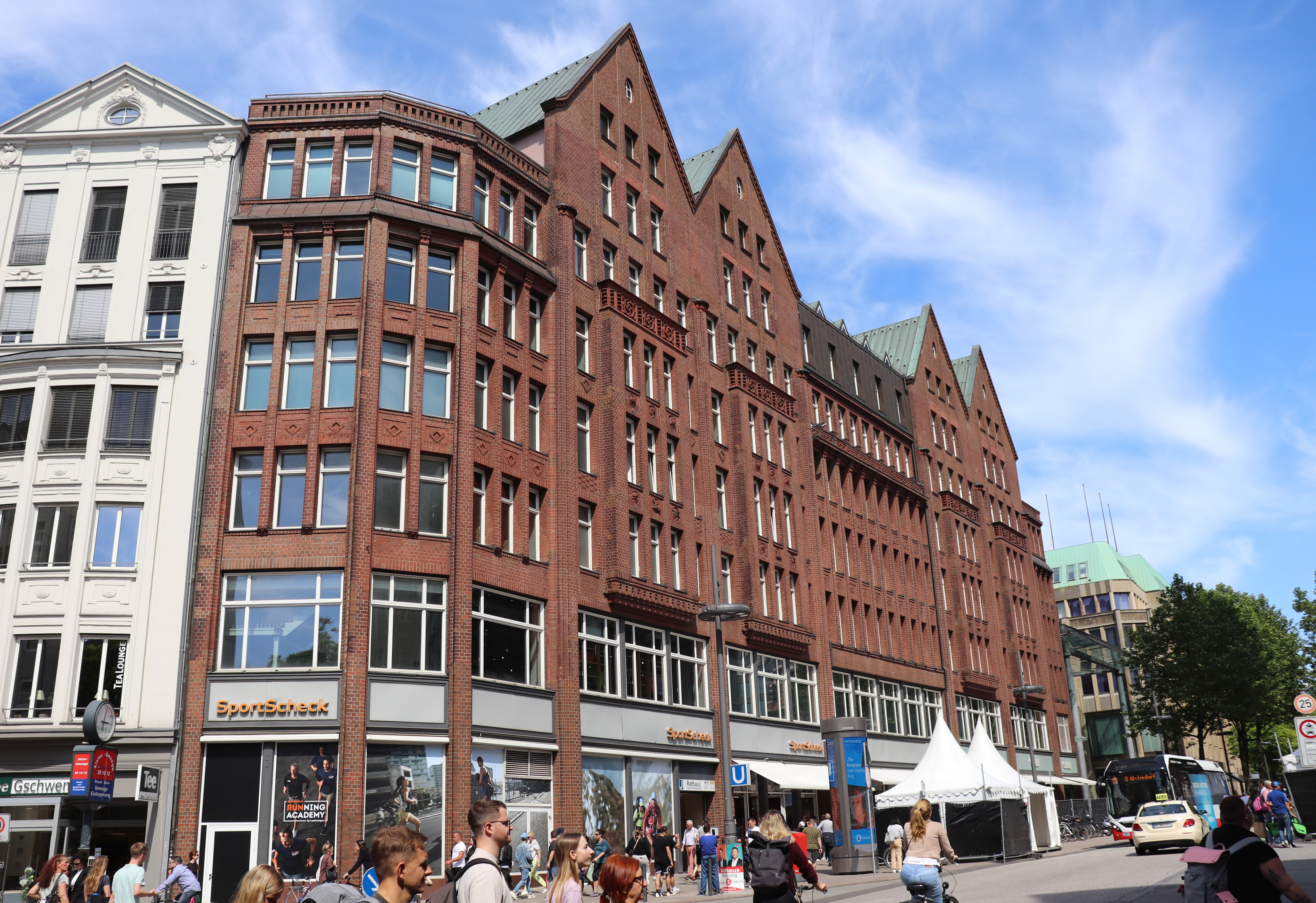
Nr. 18: Domhof
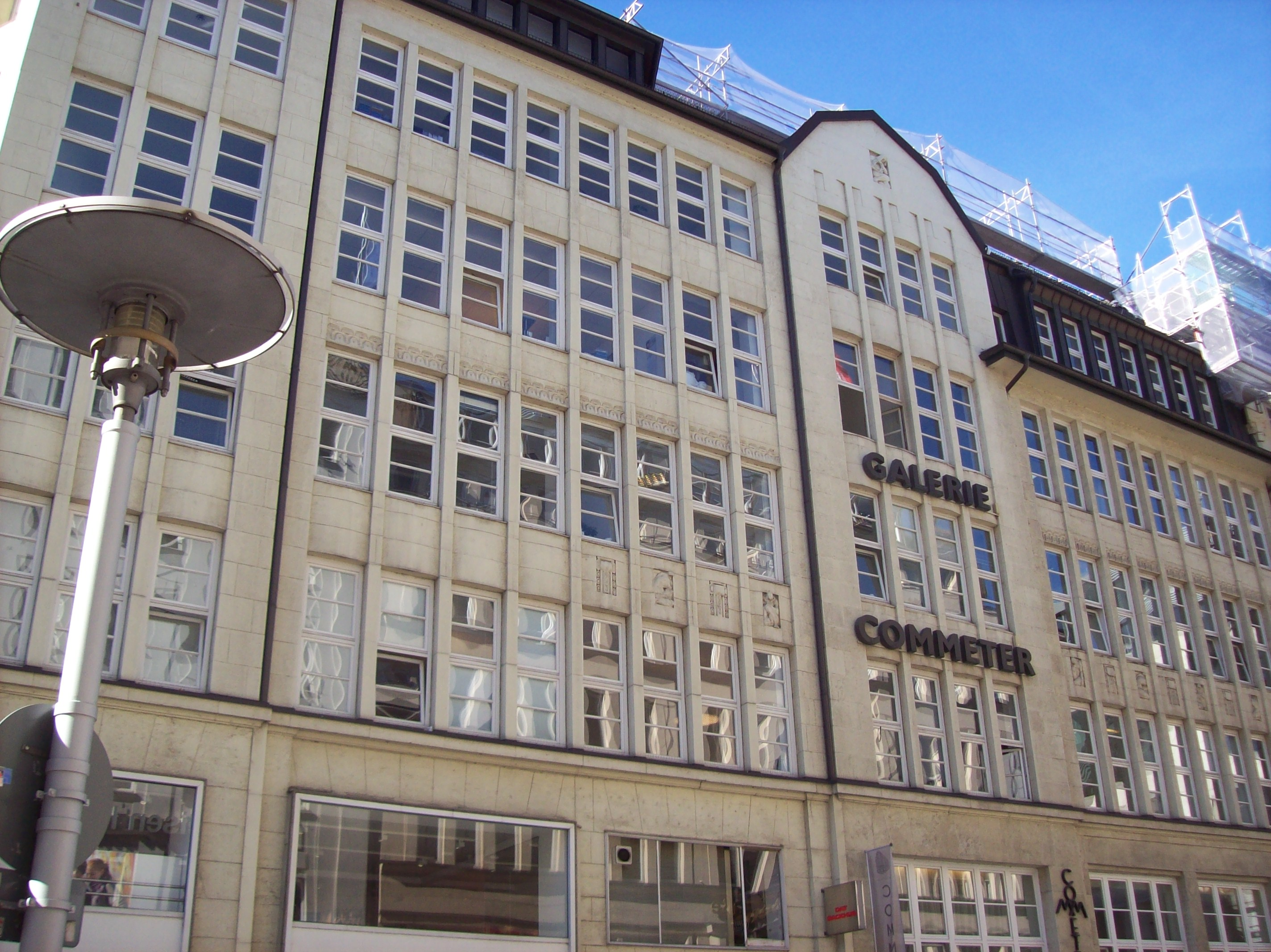
Nr. 20: Commeterhaus (Bergstraßenseite; die Mönckebergstraße ist links der Hausecke)
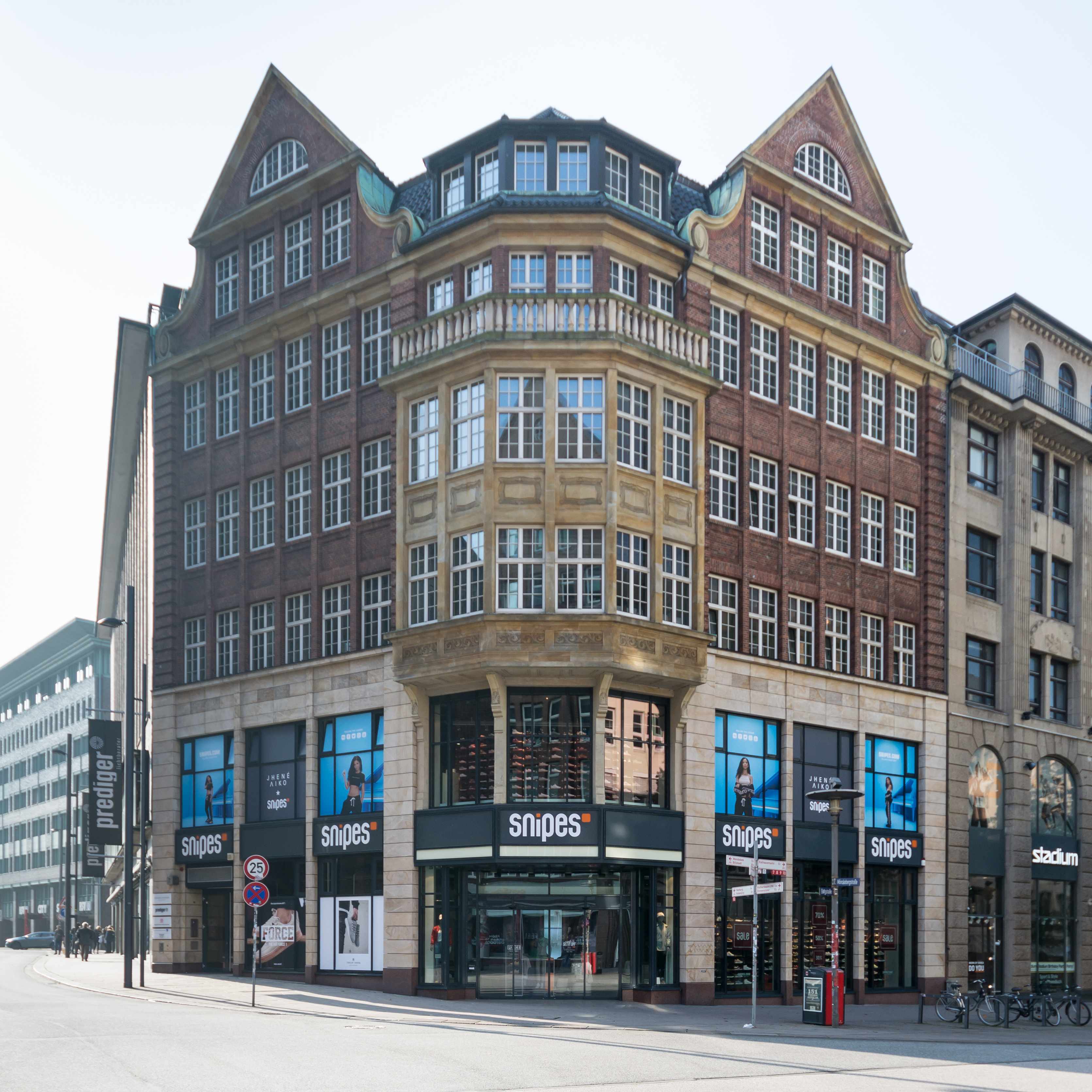
Nr. 25: Haus Glass
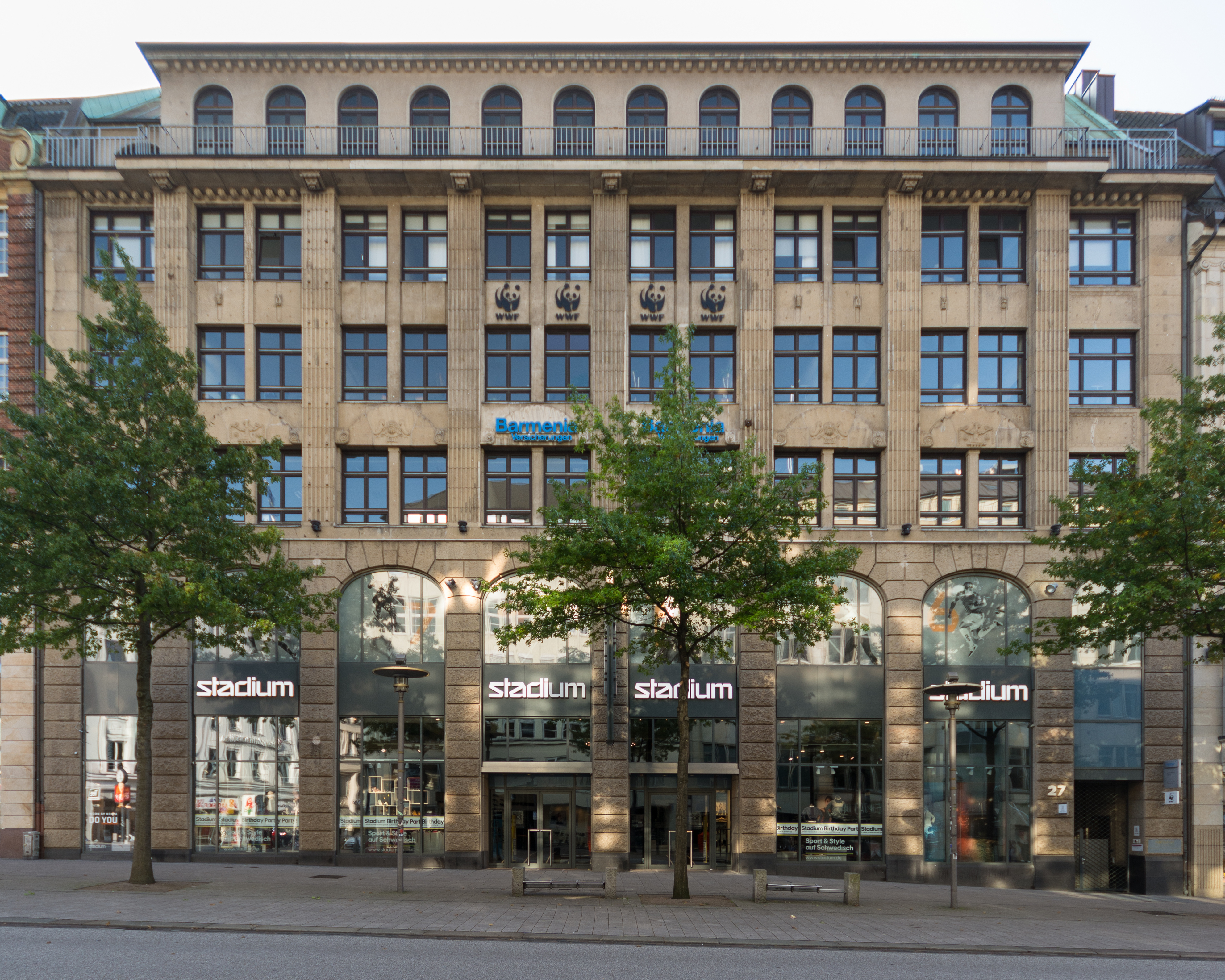
Nr. 27: Seidenhaus Brandt
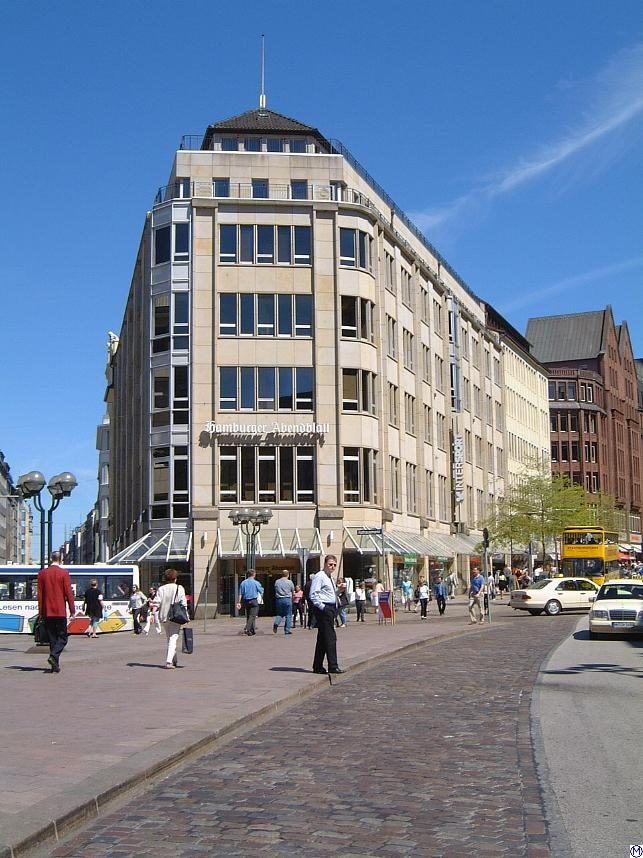
Nr. 22: Rathaushörn
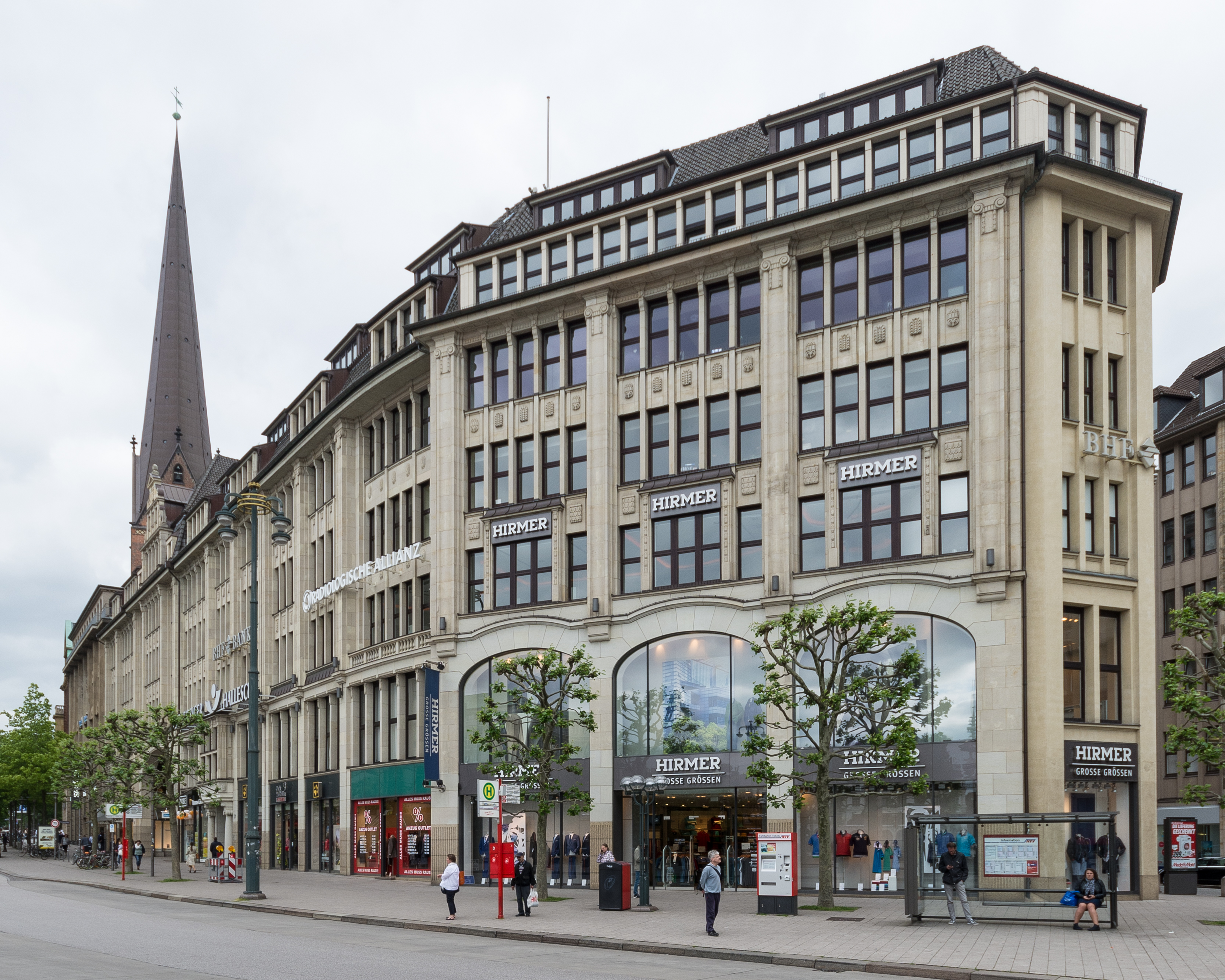
Nr. 29–31: Versmannhaus

## Die Straße seit den 1980er Jahren
1980 bis 82 wurden die Straßenbahnschienen entfernt, die Gehsteige auf 4 m verbreitert und 1.000 neue Leuchten aufgestellt. In den Jahren 1991 bis 1994 wurde eine Umgestaltung des öffentlichen Raumes vorgenommen. Der Gestaltungsrahmen der Architekten Patschan, Werner, Winking sowie Trix und Robert Haussmann aus dem Jahre 1987 sollte der durch die entstehenden Einkaufspassagen der Neustadt sinkenden Attraktivität der Mönckebergstraße Einhalt gebieten. Der Wildwuchs der Leuchtreklamen wurde eingedämmt, die Schaufenster wieder den ursprünglichen Fassaden angepasst; der Straßenverlauf wurde eingeengt und der Privatverkehr aus der Straße verbannt.
Kaufhäuser und zum Teil sehr große Einzelhandelsgeschäfte mit langer Tradition am Standort kennzeichneten bis in die zweite Dekade des 21. Jahrhunderts das Straßenbild (Sortierung vom Hauptbahnhof Richtung Rathaus):
- Horten (1969–1999, Architekten Fischer und von Bassewitz.), seit 2000 dort Saturn, seit 2024 unter der Schwestermarke MediaMarkt;[23] auf diesem Grundstück stand zuvor das im Krieg zerstörte Naturhistorische Museum,
- Kepa Kaufhaus (1953[24]–1978[25], mit Neubau 1967[26]), danach dort Karstadt-Sporthaus (1979–2020 mit Aufstockung und Umbau 1999 durch Christian Ferdinand Heine[27]), seither Zwischennutzung,
- Galeria Kaufhof im Klöpperhaus (1967–2020),
- Peek & Cloppenburg (Hamburg) im Südseehaus (seit 1949),[28]
- Görtz Stammhaus im Barkhof (gegr. 1875; dort 1989[29]–2025[30]), auf 4 Etagen größtes Schuhgeschäft Europas,
- im Rappolthaus die Traditionsgeschäfte Schuh Elsner (gegr. 1887, dort 1912–2017) und das mehrgeschossige Fotohaus Wiesenhavern (gegr. 1895, dort 1930–2023),[31][32][33]
- Brüggemann & Barkmann (gegr. 1848, dort 1908–2006), achtstöckiges Teppichhandelshaus auf 3.200 m²[34] und
- Karstadt Mönckebergstraße (seit 1912; 1948 stark vereinfacht neu aufgebaut).

Zwei kleinere Einkaufspassagen, die Landesbankgalerie, 2015 umfassend umgebaut als Perle Hamburg, und die Galerie im Levantehaus wurden in die Bauten integriert und bieten Verkaufsfläche für weitere Einzelhandelsgeschäfte.
Seit Juli 2022 ist auf dem Asphalt der Straße ein von Fridays for Future aufgetragener Schriftzug („Wir alle für 1,5 °C“) zu sehen.

## Verkehr

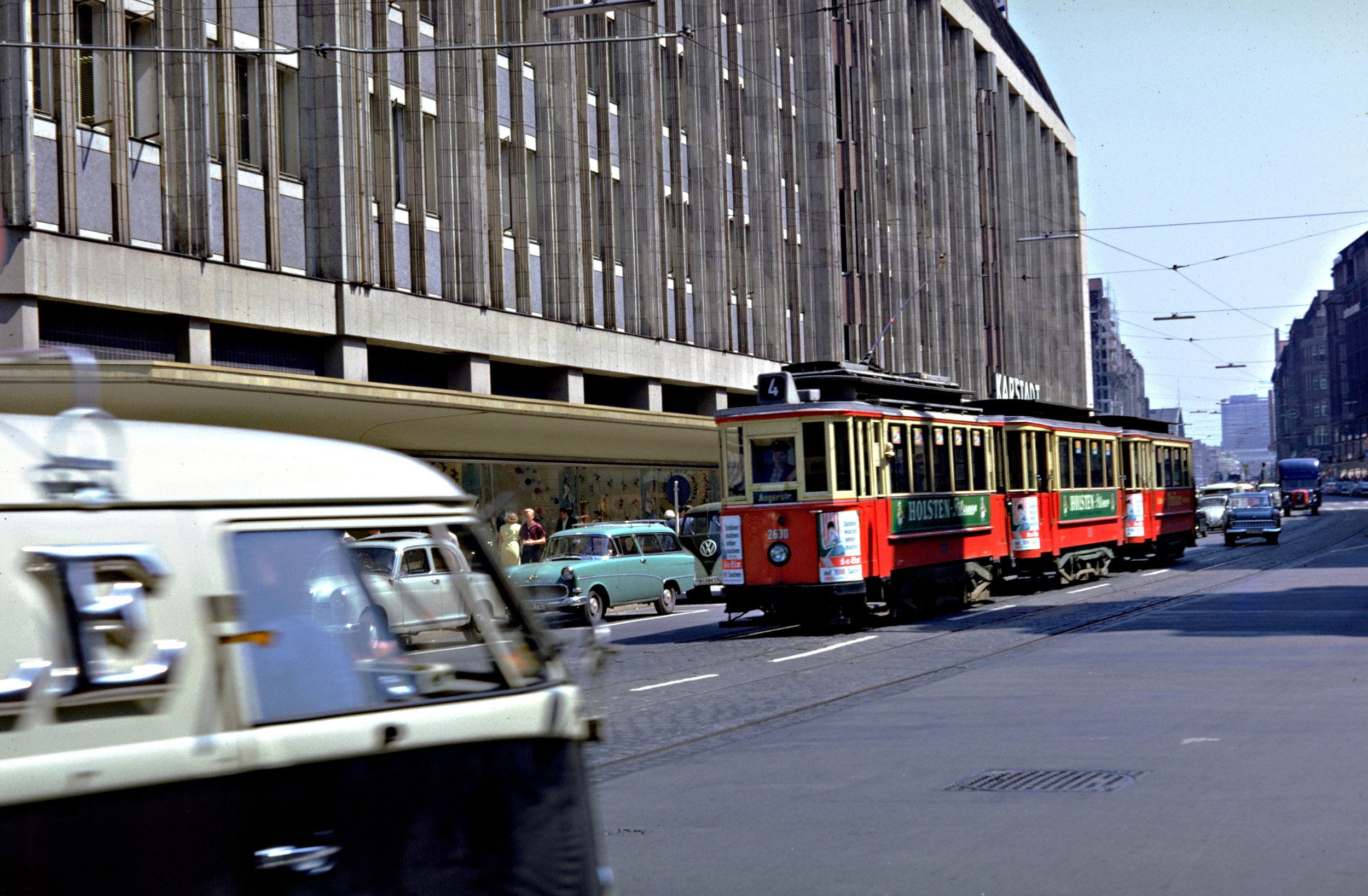
Mönckebergstraße mit Straßenbahn vor Karstadt ca. 1960

### Straßenbahn
Ab 18. März 1910 fuhren die Linien „1“ und „4“ der Straßenbahn Hamburg durchgehend durch die Mönckebergstraße. 1955 war der Umfang auf 10 Straßenbahnlinien angewachsen. Mit der Einführung von Schnellbuslinien und dem Beschluss zum Ausbau des U-Bahnnetzes in den späten 1950er Jahren erfolgte ein stetiger Abbau der bis dahin betriebenen Straßenbahnverbindungen. Die letzte Straßenbahn fuhr am 27. Mai 1978 durch die Mönckebergstraße.

### U-Bahn
Der zentral positionierte U-Bahnhof Mönckebergstraße mit seinen beiden Seitenbahnsteigen und jeweils zugehörigem separaten Seiteneingang wurde 1912 mit Eröffnung der Ringlinie in Betrieb genommen. Der ursprüngliche Name der Station war Barkhof, 1950 wurde sie in Mönckebergstraße umbenannt. Am westlichen Ende der Mönckebergstraße befindet sich der U-Bahnhof Rathaus.

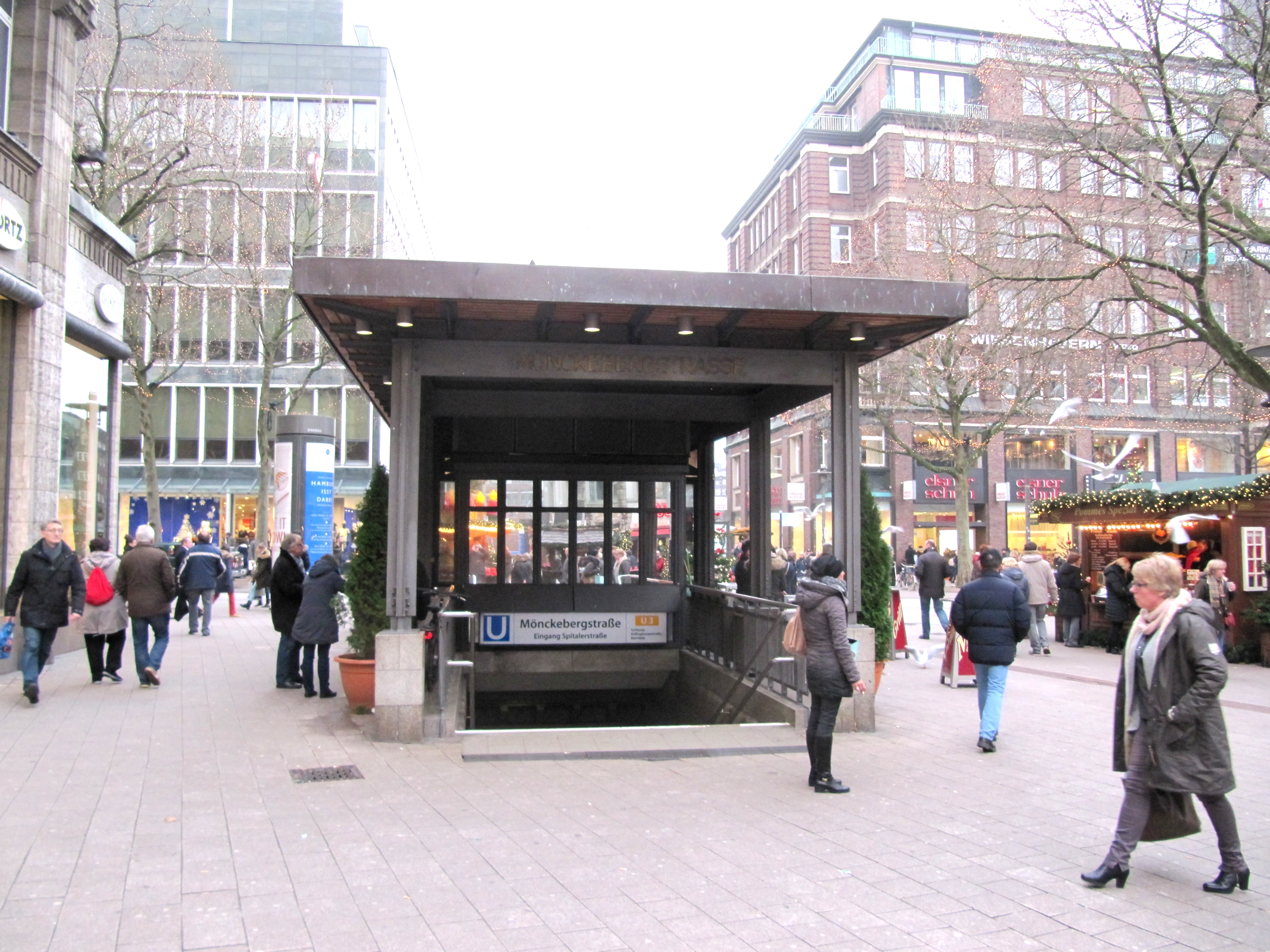
Zugang zum U-Bahnhof am Mönckebergplatz
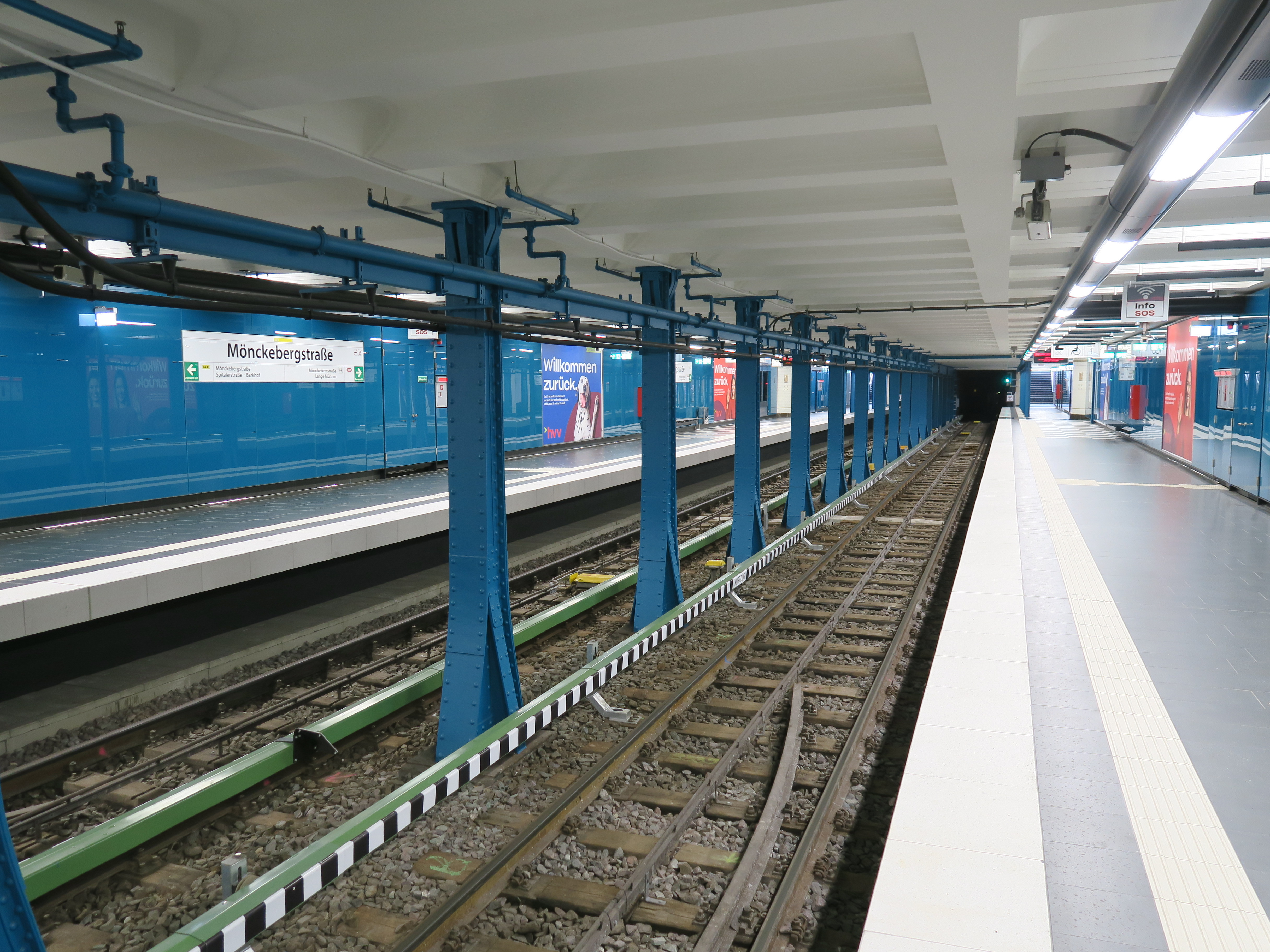
U-Bahnsteige Mönckebergstraße

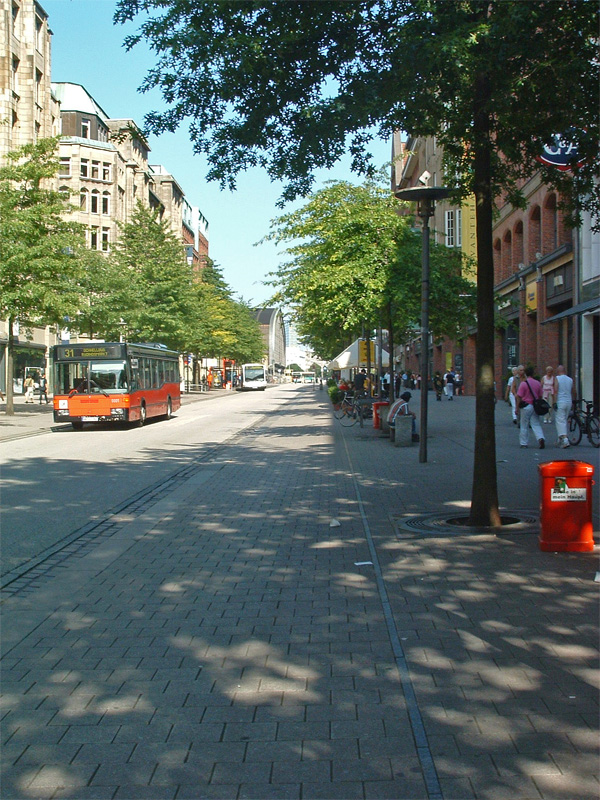
21. Jahrhundert – ohne motorisierten Individualverkehr

### Straßenverkehr
Im 21. Jahrhundert ist die Mönckebergstraße weitgehend für den motorisierten Individualverkehr gesperrt, die Fahrbahn wird als Bus- und Taxi-Trasse und für Radfahrer genutzt. Für den regen Fußgängerverkehr wurden in den 1980er Jahren die Gehwege stark verbreitert, die Fahrbahn ist nur noch zweispurig.